# Classical Variations and Themes
Classical Variations and Themes es el primer álbum debut del guitarrista finlandés Timo Tolkki. El track 2 y 8 fueron cantadas por el guitarrista Timo Tolkki, la canción "Fire Dance Suite" se creó para Stratovarius pero al final fue incluido en este disco. Una canción extra llamada "Solitude" es cantada pero por el cantante Timo Kotipelto que pronto se convirtió en la voz de Stratovarius.

## Listado de canciones
1. "Lord of the Rings"
2. "Fire Dance Suite"
3. "Guitar Concerto"
4. "Northern Lights"
5. "Capriccio in A Minor"
6. "Back to the Ice Age"
7. "Death of a Swan"
8. "Soldiers Prayer"
9. "Flying Samir"
10. "Sunwinds"
11. "Greensleeves"
12. "Solitude" (South American Edition Bonus Track)

## Miembros
- Timo Tolkki - Guitarra, Voz, Bajo
- Antti Ikonen - Teclado
- Tuomo Lassila - Batería
- Timo Kotipelto - voz en "Solitude"

- Datos: Q2266522